# Kharkiv Airlines
Kharkiv Airlines (ukrainisch Авіалінії Харкова) war eine ukrainische Fluggesellschaft mit Sitz in Charkiw. Die Fluggesellschaft ist Teil der Development Construction Holding (DCH) von Oleksandr Jaroslawskyj.

## Geschichte
Kharkov Aviation Enterprise wurde 1992 als ukrainische Tochter der Aeroflot gegründet und flog unter dem Namen bis 1998. Von 1998 bis 1999 flog die Fluggesellschaft unter dem Namen Air Kharkov. Zwischen 1992 und 1999 besaß die Fluggesellschaft insgesamt 17 Flugzeuge aus der ehemaligen Sowjetunion (Antonow An-24, Antonow An-26 und Tupolew Tu-134). Um die Jahrhundertwende erfolgte die Umbenennung in Kharkiv Airlines, aber aufgrund wirtschaftlicher Schwierigkeiten stellte die Fluggesellschaft den Flugbetrieb 2001 ein. 2012 wurde die Fluggesellschaft von der DCH aufgekauft und erwarb drei westliche Flugzeuge (zwei Boeing 737 und eine Boeing 767) und erhielt im Juni 2013 die Air Operator Certificate (AOC). Der erste Flug der Air Kharkov fand am 6. Juni 2013 vom ukrainischen Flughafen Charkiw zum türkischen Flughafen Antalya statt.
Im März 2015 wurde bekannt, dass Kharkiv Airlines den Flugbetrieb bis auf weiteres eingestellt hat.

## Flugziele
Kharkiv Airlines bot Charterflüge von Charkiw nach Antalya, Scharm El-Scheich und Hurghada an. Trotz der Krise in der Ukraine bot die Fluggesellschaft seit Oktober 2014 tägliche Linienflüge von Charkiw und Odessa zum Flughafen Istanbul-Sabiha Gökçen an.

## Flotte

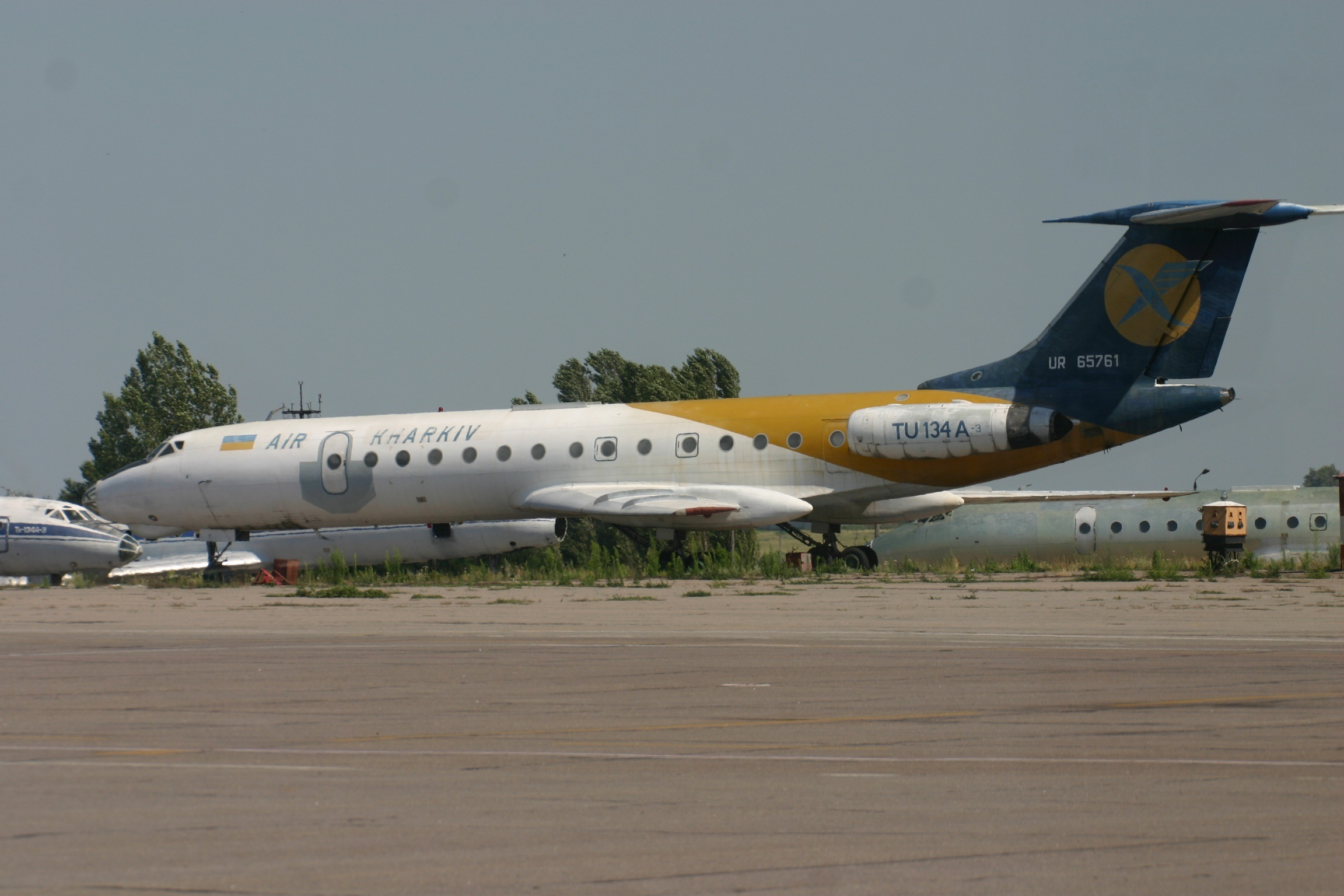
Eine Tupolew Tu-134 (UR-65761) der Air Kharkov 2007 am Flughafen Charkiw

Mit Stand August 2015 bestand die Flotte vor der Betriebseinstellung aus drei Flugzeugen:
- 2 Boeing 737-800
- 1 Boeing 767-300